# HC Dogs Černíkov
HC Dogs Černíkov (celým názvem: Hockey Club Dogs Černíkov) byl český klub ledního hokeje, který sídlil v obci Černíkov v Plzeňském kraji. Zanikl byl v roce 2006. V letech 2003–2006 působil v Plzeňském krajském přeboru, čtvrté české nejvyšší soutěži ledního hokeje.
Své domácí zápasy odehrával v Klatovech na tamějším zimním stadionu s kapacitou 3 250 diváků.

## Přehled ligové účasti
Stručný přehled
Zdroj:
- 2003–2005: Plzeňský krajský přebor (4. ligová úroveň v České republice)
- 2005–2006: Plzeňský krajský přebor – sk. B (4. ligová úroveň v České republice)

Jednotlivé ročníky
Zdroj:
Legenda: ZČ - základní část, červené podbarvení - sestup, zelené podbarvení - postup, fialové podbarvení - reorganizace, změna skupiny či soutěže
| Česko (2003 – 2006) |                                 |           |          |                                       |              |
| Sezóny              | Soutěž                          | Úroveň    | ZČ       | Play-off, nadstavba, sk. o udržení... | Poznámky     |
| 2003/04             | Plzeňský krajský přebor         | 4. úroveň | 5. místo |                                       |              |
| 2004/05             | Plzeňský krajský přebor         | 4. úroveň | 2. místo |                                       | Reorganizace |
| 2005/06             | Plzeňský krajský přebor – sk. B | 4. úroveň | 3. místo | Finálová skupina (4. místo)           |              |